# 颗粒园蛛
颗粒园蛛（学名：Heurodes fratrella）为园蛛科园蛛属的动物。在中国大陆，分布于苏州和鼓岭等地。该物种的模式产地在苏州和鼓岭。